# 祥雲院
祥雲院（?—?），室町幕府第9代将軍足利義尚正室。日野胜光之女。
日野阿子的姑母是室町幕府第8代将軍足利义政的正室日野富子。文明5年（1473年），足利義尚继位为将军，他的母亲日野富子把侄女嫁给了足利義尚。历代室町幕府将军都在日野家迎娶正室。除了日野富子，其他如日野氏的五世祖姑母日野業子是第3代将軍足利义满的正室；日野氏的高祖姑母日野康子是第3代将軍足利义满的继室；日野氏的高祖姑母日野榮子是第4代将軍足利义持的正室；日野氏的曾祖姑母日野宗子是第6代将軍足利义教的正室；日野氏的堂妹日野阿子是第11代将軍足利义澄的正室。長享3年（1489年）義尚病死，日野氏出家院号祥雲院，二人没有子女。

## 相关影视
- 《花之乱》（江口朋美 演）